# Can Recasens
Can Recasens és una casa del municipi de Bàscara (Alt Empordà) inclosa en l'Inventari del Patrimoni Arquitectònic de Catalunya.

## Descripció
Situada a l'extrem sud-est del petit nucli urbà de Calabuig, dins la població de Bàscara a la qual pertany, delimitada pels carrers Bell Aire i del Xalet.
Edifici aïllat de planta rectangular, format per tres cossos adossats. L'habitatge està situat a la banda de llevant de la construcció i actualment està essent rehabilitada. Presenta la coberta de dues vessants a diferent nivell i està distribuït en planta baixa, pis i golfes, amb un porxo de nova construcció adossat a la façana principal i cobert amb una terrassa al pis. Les obertures són rectangulars i estan emmarcades amb carreus de pedra ben desbastats i les llindes planes. Destaca la finestra de la façana de llevant, amb la llinda gravada amb una creu i una data mig esborrada, atribuïda al segle xviii. La part de ponent de l'edifici està format per tres crugies i distribuït en tres plantes, amb teulada de dues vessants. Presenta un portal d'arc rebaixat bastit amb maons i un portal rectangular emmarcat en pedra a l'extrem de llevant del parament, amb una inscripció il·legible a la clau. Adossat al seu costat hi ha el pou, de planta quadrada i bastit en pedra. La resta d'obertures són fetes de carreus de pedra i amb les llindes planes. La façana està rematada amb un ràfec de dents de serra pintat i una canalera de teula verda vidrada.
La construcció és bastida amb pedra de diverses mides, còdols i maons.

## Història
L'edifici està situat fora dels límits de l'antiga cellera o barri fortificat d'origen medieval, que s'havia creat al voltant del castell. Els edificis que avui conformen el nucli de Calabuig, i que estan situats fora d'aquest burg, es bastiren a partir de la segona meitat del segle xix.